# دهستان زبرخان
 دهستان زبرخان، دهستانی از توابع بخش مرکزی شهرستان زبرخان در استان خراسان رضوی ایران با مرکزیت قدمگاه است.

## جمعیت
طبق سرشماری عمومی نفوس و مسکن (۱۳۹۵) جمعیت دهستان زبرخان 14965 نفر(4977خانوار) بوده‌است.

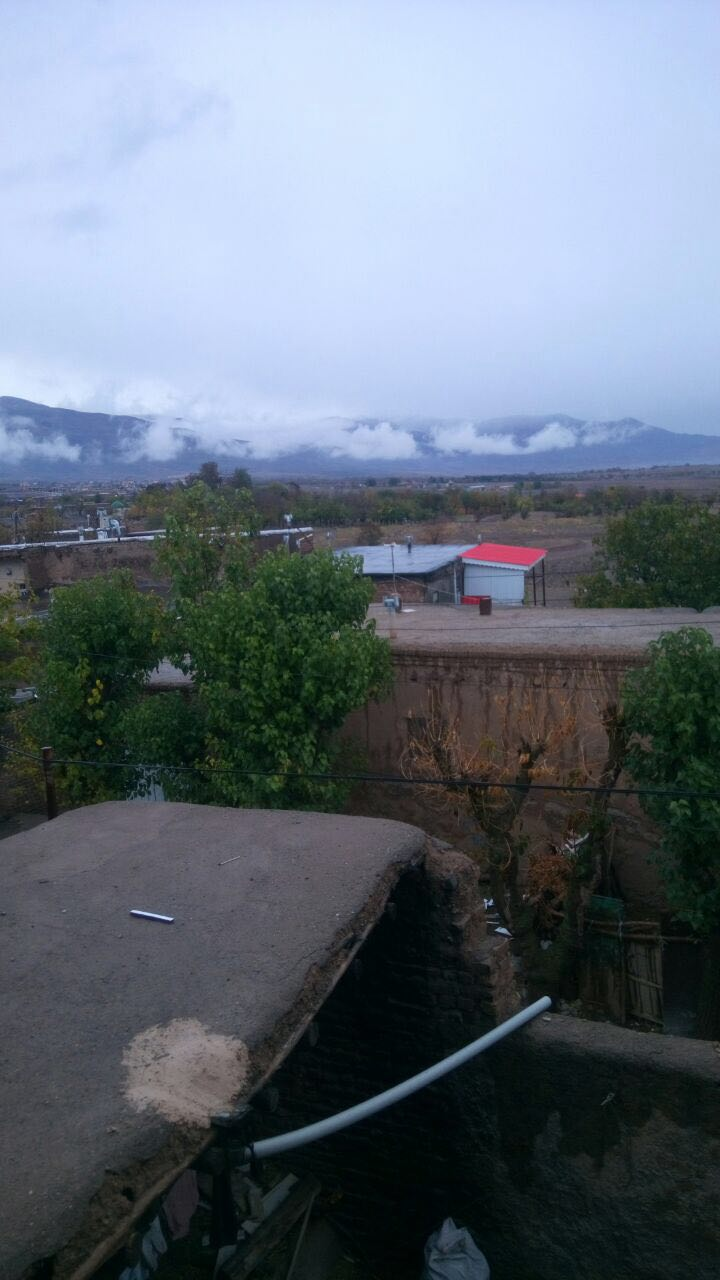
روستای کلاته سلطانی از توابع دهستان زبرخان

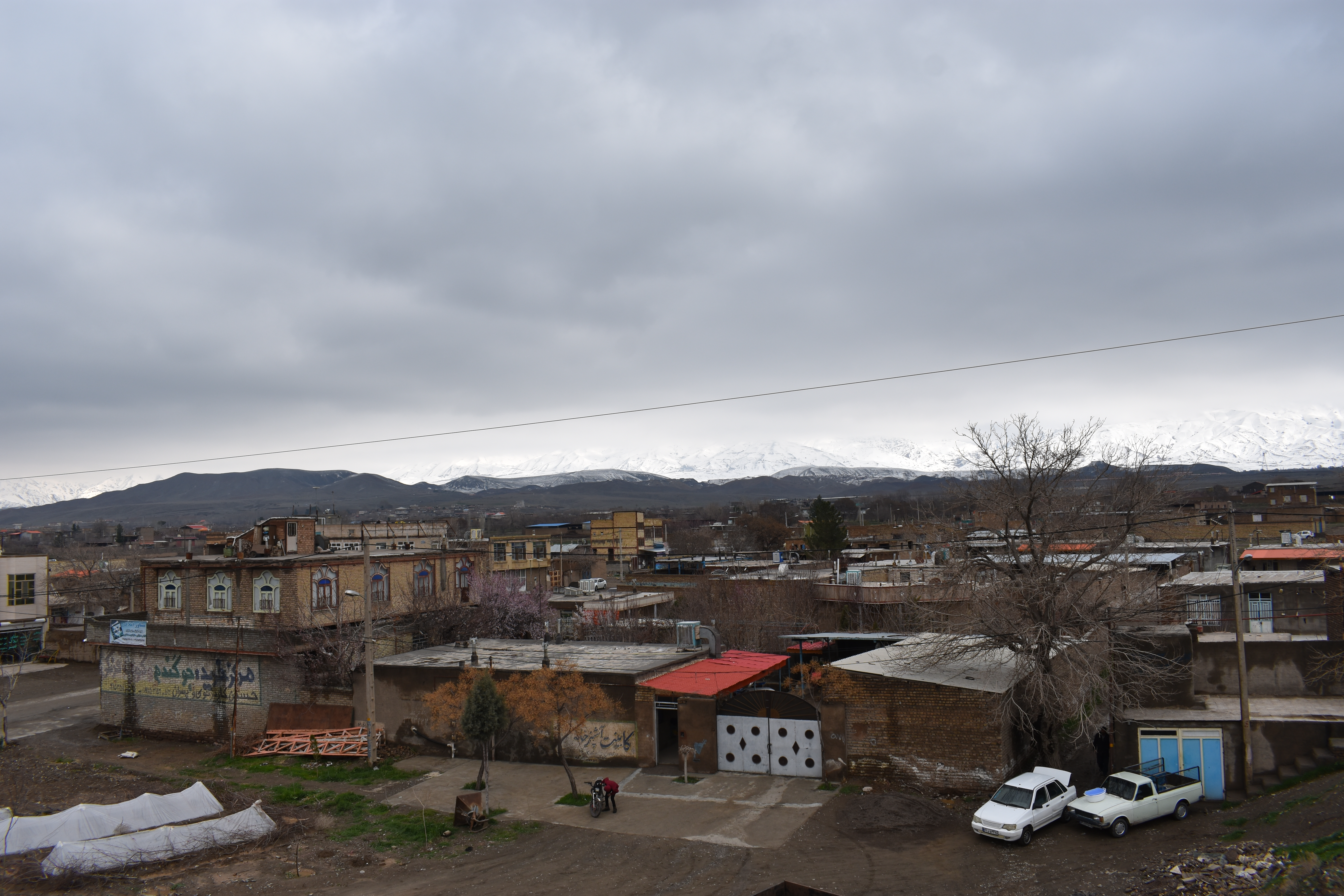
روستای حاجی‌آباد از توابع دهستان زبرخان

## نگاره‌ها

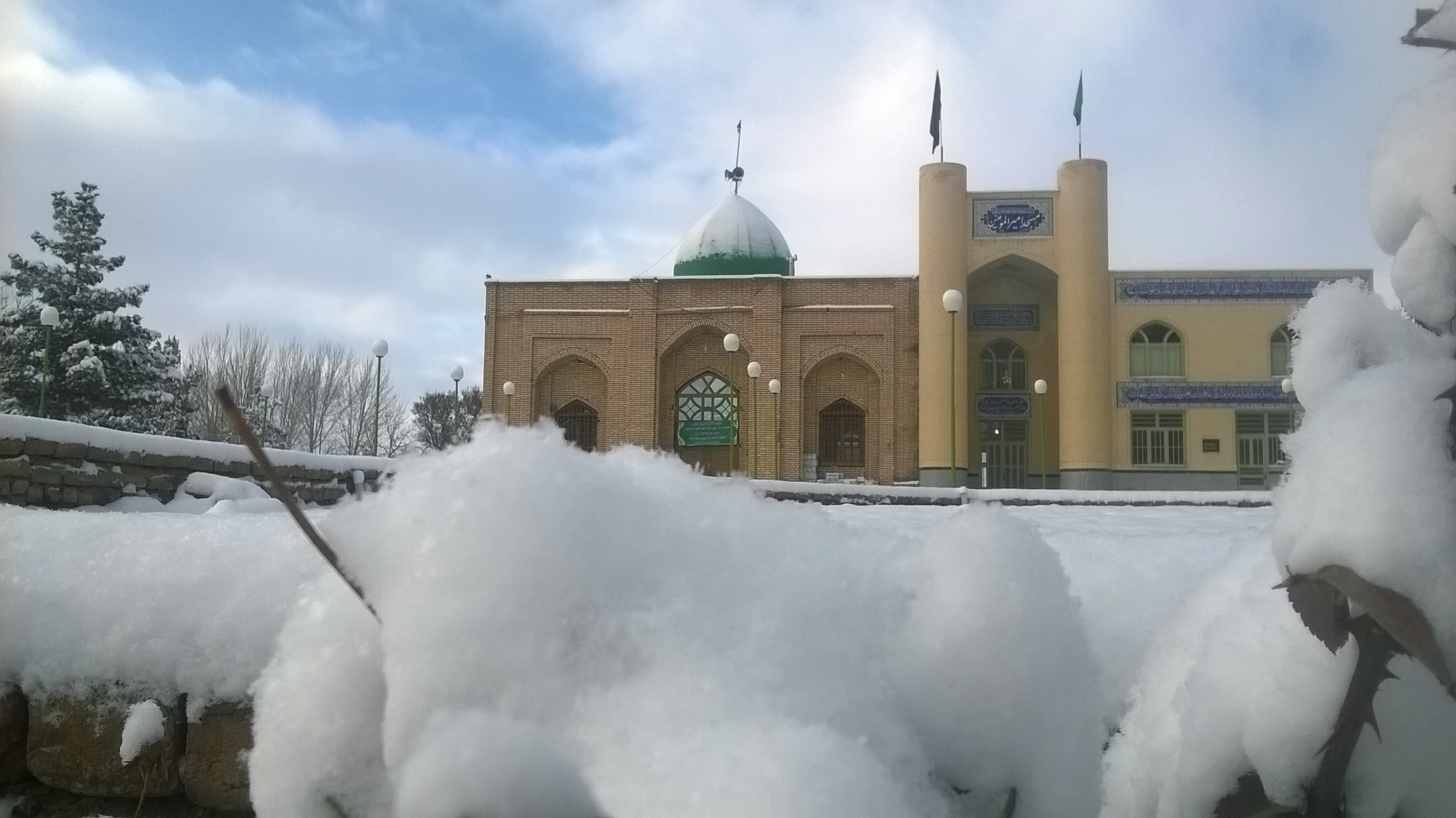
امامزاده سلطان سید حبیب(ع) روستای حاجی‌آباد
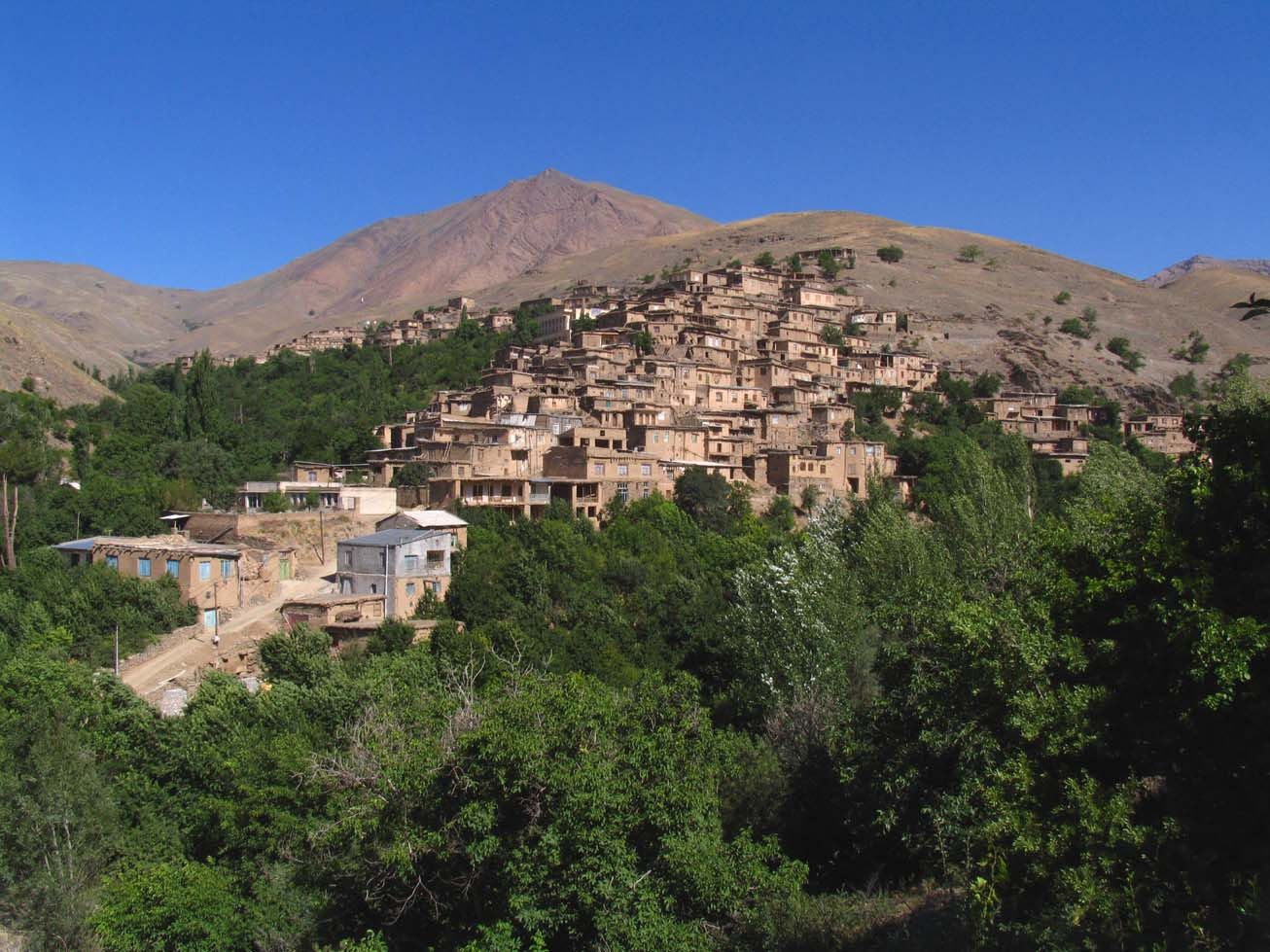
روستای دیزباد از توابع دهستان زبرخان
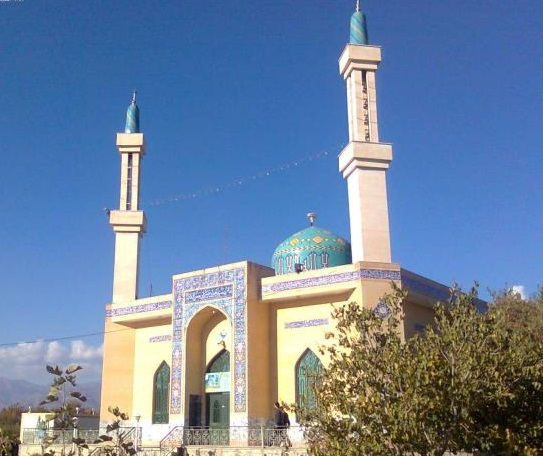
امامزاده روستای باغشن از توابع دهستان زبرخان
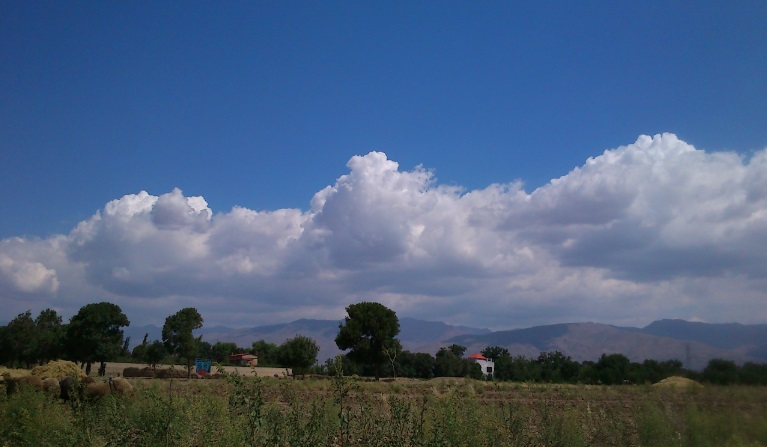
روستای دانه کاشفیه از توابع دهستان زبرخان
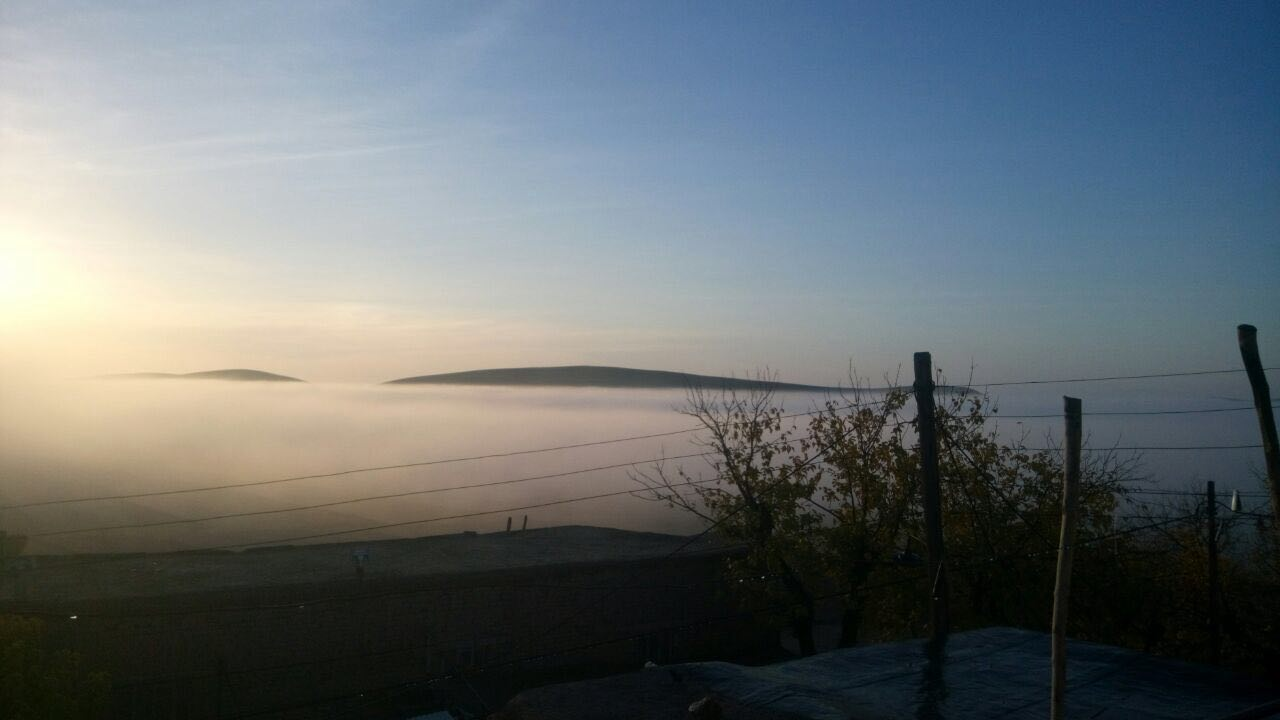
روستای کلاته سلطانی از توابع دهستان زبرخان
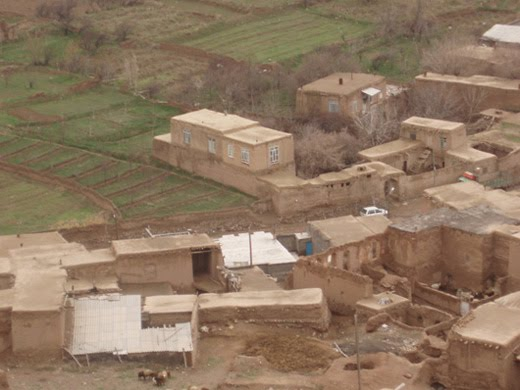
روستای کوشان از توابع دهستان زبرخان
آبگیر(تلخ)کشاورزی روستای حاجی‌آباد
مزارع ذرت در روستای حاجی‌آباد
مزارع جو و گندم روستای حاجی‌آباد
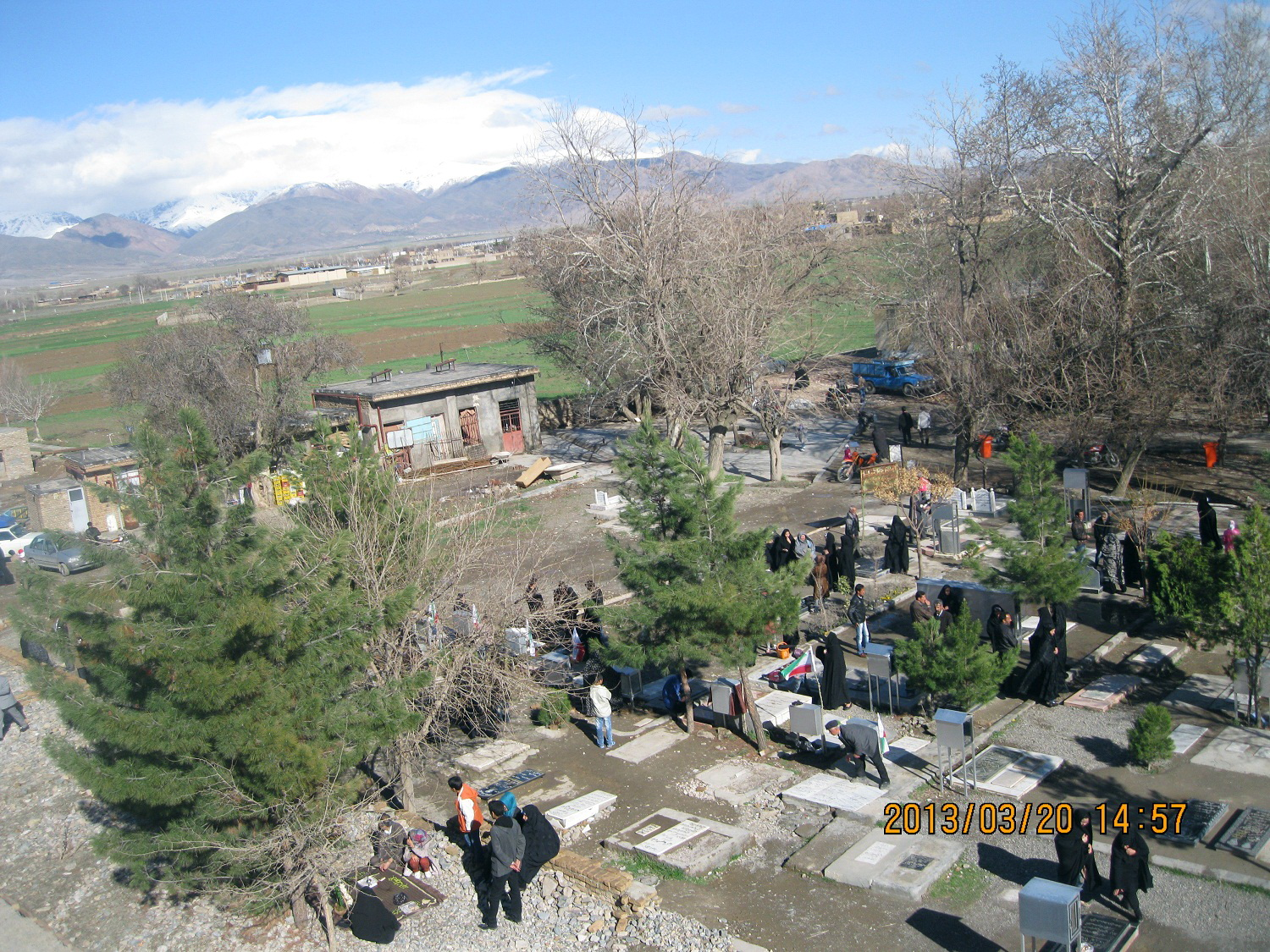
آرامستان امامزاده حاجی‌آباد
مزارع جو و گندم روستای حاجی‌آباد